# Design of a Decade: 1986–1996
Albums de Janet Jackson
Janet
(1993) The Velvet Rope
(1997)
Singles
1. Runaway
Sortie : 29 août 1995
2. Twenty Foreplay
Sortie : 8 janvier 1996

Design of a Decade: 1986–1996 est la première compilation de la chanteuse américaine Janet Jackson. Elle est sortie le 10 octobre 1995 par la maison de disque A&M. Ce premier best-of comporte les 16 (14 dans l'édition standard pour les États-Unis) plus gros succès de la chanteuse, parus entre le début de son succès en 1986 avec Control et l'ère de l'album Janet paru en 1993. Il comporte deux titres inédits, Runaway et Twenty Foreplay, qui ouvre et ferme respectivement l'album. L'album a reçu de bonnes critiques et s'est à environ 4,3 millions d'exemplaires quatre mois après sa sortie et à plus de 10 millions d'exemplaires à ce jour. L'album s'est classé no 3 au Billboard Hot 100.

## Listes des titres
| Standard/Vinyl/CD/Cassette/MP3 download | Standard/Vinyl/CD/Cassette/MP3 download           | Standard/Vinyl/CD/Cassette/MP3 download | Standard/Vinyl/CD/Cassette/MP3 download | Standard/Vinyl/CD/Cassette/MP3 download | Standard/Vinyl/CD/Cassette/MP3 download | Standard/Vinyl/CD/Cassette/MP3 download | Standard/Vinyl/CD/Cassette/MP3 download | Standard/Vinyl/CD/Cassette/MP3 download | Standard/Vinyl/CD/Cassette/MP3 download |
| No                                      | Titre                                             | Producteur(s)                           | Durée                                   |                                         |                                         |                                         |                                         |                                         |                                         |
| --------------------------------------- | ------------------------------------------------- | --------------------------------------- | --------------------------------------- | --------------------------------------- | --------------------------------------- | --------------------------------------- | --------------------------------------- | --------------------------------------- | --------------------------------------- |
| 1.                                      | Runaway (Titre inédit)                            | Jimmy Jam et Terry Lewis, Janet Jackson | 3:35                                    |                                         |                                         |                                         |                                         |                                         |                                         |
| 2.                                      | What Have You Done for Me Lately                  | Jam, Lewis, Jackson*                    | 4:44                                    |                                         |                                         |                                         |                                         |                                         |                                         |
| 3.                                      | Nasty                                             | Jam, Lewis, Jackson*                    | 4:04                                    |                                         |                                         |                                         |                                         |                                         |                                         |
| 4.                                      | When I Think of You                               | Jam, Lewis, Jackson*                    | 3:56                                    |                                         |                                         |                                         |                                         |                                         |                                         |
| 5.                                      | Escapade                                          | Jam, Lewis, Jackson*                    | 4:45                                    |                                         |                                         |                                         |                                         |                                         |                                         |
| 6.                                      | Miss You Much                                     | Jam, Lewis, Jackson*                    | 4:13                                    |                                         |                                         |                                         |                                         |                                         |                                         |
| 7.                                      | Love Will Never Do (Without You) (Version single) | Jam, Lewis, Jackson*                    | 4:35                                    |                                         |                                         |                                         |                                         |                                         |                                         |
| 8.                                      | Alright (Goh Hotoda Remix)                        | Jam, Lewis, Jackson*                    | 4:39                                    |                                         |                                         |                                         |                                         |                                         |                                         |
| 9.                                      | Control (U.S. Edit)                               | Jam, Lewis, Jackson*                    | 5:16                                    |                                         |                                         |                                         |                                         |                                         |                                         |
| 10.                                     | The Pleasure Principle (7" Vocal)                 | Moir, Jackson*, Steve Wiese*            | 4:14                                    |                                         |                                         |                                         |                                         |                                         |                                         |
| 11.                                     | Black Cat (Video Mix/Long Solo)                   | Jackson, Johnson                        | 4:48                                    |                                         |                                         |                                         |                                         |                                         |                                         |
| 12.                                     | Rhythm Nation (U.S. Edit)                         | Jam, Lewis, Jackson*                    | 5:59                                    |                                         |                                         |                                         |                                         |                                         |                                         |
| 13.                                     | That's the Way Love Goes                          | Jam, Lewis, Jackson                     | 4:27                                    |                                         |                                         |                                         |                                         |                                         |                                         |
| 14.                                     | Come Back to Me (I'm Beggin' You Mix)             | Jam, Lewis, Jackson*                    | 5:38                                    |                                         |                                         |                                         |                                         |                                         |                                         |
| 15.                                     | Let's Wait Awhile                                 | Jam, Lewis, Jackson                     | 4:37                                    |                                         |                                         |                                         |                                         |                                         |                                         |
| 16.                                     | Twenty Foreplay (Titre inédit)                    | Jam, Lewis, Jackson                     | 6:07                                    |                                         |                                         |                                         |                                         |                                         |                                         |
| yes                                     |                                                   |                                         |                                         |                                         |                                         |                                         |                                         |                                         |                                         |

| 1.  | Runaway (Titre inédit)                             | Jam, Lewis, Jackson          | 3:34 |
| 2.  | What Have You Done for Me Lately                   | Jam, Lewis, Jackson*         | 3:44 |
| 3.  | Nasty (7" Version '95)                             | Jam, Lewis, Jackson*         | 3:45 |
| 4.  | When I Think of You                                | Jam, Lewis, Jackson*         | 3:56 |
| 5.  | Escapade                                           | Jam, Lewis, Jackson*         | 4:46 |
| 6.  | Miss You Much (7" Edit '95)                        | Jam, Lewis, Jackson*         | 3:52 |
| 7.  | Whoops Now (LP Edit '95)                           | Jam, Lewis, Jackson          | 4:08 |
| 8.  | Love Will Never Do (Without You) (Version single)  | Jam, Lewis, Jackson*         | 4:35 |
| 9.  | Alright (Goh Hotoda Remix - Version vidéo W/O Rap) | Jam, Lewis, Jackson*         | 4:39 |
| 10. | The Best Things in Life Are Free (CJ's 7" Mix)     | Jam, Lewis                   | 4:07 |
| 11. | Control (7" Version '95)                           | Jam, Lewis, Jackson*         | 3:29 |
| 12. | The Pleasure Principle (LP Edit '95)               | Moir, Jackson*, Steve Wiese* | 4:14 |
| 13. | Black Cat (Video Mix/Long Solo)                    | Jackson, Johnson             | 4:49 |
| 14. | Rhythm Nation (7" Edit '95)                        | Jam, Lewis, Jackson*         | 4:28 |
| 15. | That's the Way Love Goes                           | Jam, Lewis, Jackson          | 4:27 |
| 16. | Come Back to Me (I'm Beggin' You Mix)              | Jam, Lewis, Jackson*         | 5:38 |
| 17. | Let's Wait Awhile                                  | Jam, Lewis, Jackson          | 4:39 |
| 18. | Twenty Foreplay (Titre inédit)                     | Jam, Lewis, Jackson          | 6:07 |

| 1. | Young Love (12" Dance Mix)              | Bobby Watson, Moore, Winbush | 5:09  |
| 2. | Diamonds (Cool Summer Mix Edit)         | Jam, Lewis                   | 4:02  |
| 3. | The Knowledge (Q Sound Mix)             | Harris, Lewis                | 4:01  |
| 4. | Say You Do (LP version)                 | Watson, Moore, Winbush       | 6:49  |
| 5. | Don't Stand Another Chance (LP version) | Marlon Jackson               | 4:17  |
| 6. | French Blue                             | Jesse Johnson                | 6:23  |
| 7. | When I Think of You (Jazzy Mix)         | Jackson, Jam, Lewis          | 10:19 |

Note: (*) denotes coproducteur.